# Alphonse Daudet
Alphonse Daudet, (izg. [dodɛ]), francoski dramatik, pesnik in romanopisec, * 13. maj 1840, Nîmes, Francija, † 16. december 1897, Pariz, Francija.

## Življenje in delo
Rodil se je v meščanski družini izdelovalca in trgovca s svilo. Otroštvo je preživel v bližnji vasi Bezouce. Osnovno šolo je obiskoval v domačem kraju, ko pa se je družina zaradi propada očetovega podjetja leta 1849 preselila v Lyon, je šolanje nadaljeval na tamkajšnjem liceju. Leta 1855 je oče dokončno propadel, zato se je moral odpovedati maturi in si poiskati delo. Zaposlil se je kot vzgojitelj in učitelj v osnovni šoli v Alèsu. Prva zaposlitev je bila zanj boleča, iz travme je črpal snov za svoj prvi roman Le Petit Chose (1868). 
Leta 1857 se je preselil k bratu v Pariz. Tam je živel revno, a srečno in svobodnjaško. Pisal je pesmi in objavljal v časopisih (npr. Paris-Journal, L´Universel, Le Figaro).
Leta 1858 je objavil prvo in edino pesniško zbirko Les Amoureuses, ki je bila v javnosti dobro sprejeta. Zaposlil se je pri časopisu Le Figaro, kjer je ob spodbudi dinamičnega urednika Cartierja de Villemessanta napisal nekaj dram. V literarnih krogih so ga začeli prepoznavati kot nadarjenega. Začel je razmerje z igralko in modelom Marie Rieu.
Leta 1860 se je zaposlil kot tajnik vojvode de Mornyjskega, bratranca Napoleona III.. Ker delo ni bilo preveč naporno, je prosti čas izkoristil za pisanje zgodb in kronik. Začele so se pojavljati posledice bohemskega življenja oz. simptomi sifilisa, s katerim naj bi se okužil na dvoru Evgenije de Montijo. Bolezen ga je hudo prizadela. Spoznal je Frédérica Mistrala, vodjo gibanja za oživljanje okcitanščine oz. provansalščine. Mistral ga je navdušil za južno Francijo, ki je veljala za umetniško spodbudno, za razliko od severne, ki je veljala za bolj moralno in intelektualno strogo. Tudi zdravniki so mu svetovali milejše podnebje, zato je odpotoval v Alžirijo, na Korziko in v Provanso.
Med letoma 1862 in 1865 je doživel prvi uspeh z dramskim delom La Derniere Idole, ki ga je napisal v sodelovanju z Ernestom Manuelom in so ga uprizorili v gledališču Odéon. Leta 1865 je nenadoma umrl vojvoda de Mornyjski, zaradi česar se je Daudet odločil v celoti posvetiti pisanju. Po potovanju v Provanso je začel s tihim partnerjem Paulom Arèneom pisati roman Lettres de mon moulin (Pisma iz mojega mlina) in ga poleti 1866 po delih objavljati v časopisu L´Evénement s podnaslovom Chorniques provencales. Določene zgodbe iz zbirke, npr. La Chèvre de monsieur Seguin, Les Trois Messes basses ou L'Élixir du révérend père Gaucher, so še danes med najbolj priljubljenimi deli francoske književnosti.
Leta 1867 se je poročil z nadarjeno pisateljico Julio Allard, ki mu je bila v veliko pomoč pri pisanju. V zakonu so se jima rodili trije otroci, sinova Léon in Lucien ter hčerka Edmée. Ženi sicer ni bil zvest in se je ne glede na svojo sifilitično okužbo še naprej zabaval z mnogimi ljubimkami.
Leta 1871 se je prijavil za služenje vojaškega roka v francosko-pruski vojni, a je že čez nekaj mesecev, ko so se začeli revolucionarni boji in Pariška komuna,  dezertiral. 
Leta 1868 je  izdal svoj prvi roman Le Petit Chose. Histoire d'un enfant in ga opisal kot delno avtobiografijo. Nadalje se je usmeril v pisanje romanov nravi in dramskih del, v letih 1872 do 1888 so zato med pomembnejšimi deli: Aventures prodigieuses de Tartarin de Tarascon (Tartarin iz Tarascona), 1872; Contes du lundi, 1873, Fromont jeune et Risler aîné (Fromont mlajši & Risler starši) 1874; Jack, 1876; Le Nabab, 1877; Les Rois en exil, 1879; Numa Roumestan, 1881; L'Immortel (Nesmrtnik), 1888.
Zadnja leta je živel v bolečinah zaradi sifilisa. Z železno disciplino je vseeno še nekaj let pisal in zabaval pariške literarne in glasbene kroge. Bil je radodaren pokrovitelj mladih umetnikov, npr. Marcela Prousta. Leta 1895 je še potoval v London in Benetke, nato pa nenadno umrl. Pokopan je na pokopališču Père-Lachaise.

## Najbolj znana dela
Alphonse Daudet je poznan kot pisatelj, ki je tematiziral južno Francijo, mediteranski prostor, poln sonca in strasti do življenja. Vse življenje je opažanja o ljudeh okrog sebe zapisoval v majhne beležnice in jih nato uporabil kot podlago za pisanje. Nekateri kritiki so mu kljub naturalističnemu značaju pisanja očitali sentimentalnost. 
Lettres de mon moulin (Pisma iz mojega mlina), 1866–1869, zbirka kratkih zgodb. Pisatelj je zgodbe najprej izdajal po delih v časopisih Le Figaro in L´Evènement poleti 1866, zbirka je bila v celoti prvič izdana leta 1869. V vseh zgodbah pripovedovalec, ki je avtor sam, nagovarja pariške bralce. Pripoveduje kratke bukolične zgodbe o svojem novem življenju v Clamartu v Provansi (kupil je tudi mlin v Fontvieillu) ter o svojih potovanjih na Korziko in v francosko Alžirijo. Opisuje vsakdanje življenje in povzema provansalske ljudske pravljice. Zgodbe prežema vzdušje sočutnosti, nežnosti in žalosti, pa tudi veselja in posmehovanja. Zbirka je bila med bralci zelo dobro sprejeta, nekateri menijo celo, da je to Daudetovo najpomembnejše delo. Zgodbe so najbolj priljubljene pri Francozih z juga zaradi podrobnih opisov tamkajšnje kulture.
Le Petit Chose, 1868. Delni avtobiografski roman, kot ga je Daudet sam poimenoval, ni bil nikoli preveden v slovenščino. Roman je dobil naslov po njegovem otroškem vzdevku in opisuje zgodnje otroštvo, šolanje v Parizu in prvi literarni uspeh. To je bilo prvo v celoti naenkrat objavljeno Daudetovo delo. Imena v njem so spremenjena, določene dele, npr. bratovo smrt, pa naj bi si celo izmislil. Roman se nikoli ni posebej priljubil bralcem.
Igra L´Arlésienne (Arležanka), 1872. Delo je najprej izšlo v zbirki Pisma iz mojega mlina kot kratka zgodba, tri leta kasneje pa jo je Alphonse Daudet priredil v igro v treh dejanjih oz. petih slikah.
Zgodba se odvija okoli mladega fanta, ki se iz Jana preimenuje v Frédérija in se iz družinskega domovanja preseli k mami Rose in dedku Balthazarju. Njegov mlajši brat Jeannet je vaški naivnež. Frédéri se namerava poročiti z mlado Arležanko. Nekaj dni pred poroko se pojavi Arležankin domnevni ljubimec Mitifio in poskuša dokazati svoje razmerje s ponarejenimi ljubezenskimi pismi. Frédéri je besen in obupan. Njegova mati Rose mu želi pomagati, da bi Arležanko pozabil, in mu predlaga naj se poroči z lepo Vivette, prijateljico iz otroštva. Mitifio se vrne na svoj dom, da bi od svojega dedka Franceta dobil nazaj ljubezenska pisma, ki mu jih je zaupal, pri tem se z njim spre. Medtem Frédérija mučijo nočne more, pred očmi matere in Jeanneta skoči s strehe golobnjaka in se ubije. Šele zdaj naivni Jeannet spozna, kako globok je bil bratov obup.
Igra je bila prvič izvedena v gledališču Vaudeville v Parizu leta 1872. Glasbo za uprizoritev je napisal skladatelj Georges Bizet, v vlogi glavnega lika Vivette pa je nastopala Julia Bartet. Uprizoritev je bila katastrofalna, velik uspeh je doživela le Bizetova suita.
Roman Aventures prodigieuses de Tartarin de Tarascon (Tartarin iz Tarascona), 1872, pripoveduje o  smešnih prigodah naslovnega junaka. Tartarin je v domačem kraju Tarasconu vodja lova na kape. Nekega dne v potujoči menažeriji vidi leva in je nad njim izjemno navdušen, prebivalci Tarascona z zelo bujno domišljijo pa si njegovo navdušenje interpretirajo kot željo po lovu na leve. Ker Tartarin ne želi priznati, da si tega v resnici ne želi, začne zbirati orodje in orožje ter zares odpluje v Alžirijo, da bi ulovil leva. Gre za naivnega junaka, ki se pusti zapeljati brezvestnim ljudem okoli sebe. Že med plovbo ga na več načinov izkoristi slepar, ki se izdaja za črnogorskega princa. Tartarinu tako njegova zaupljivost nakoplje le križe in težave. Na koncu romana se vrne domov obubožan in z levom in vsi ga slavijo kot junaka, nihče pa nikoli ne izve, da je bil lev, ki ga je ustrelil, boječ in slep.
Delo je bilo med ljudmi izjemno slabo sprejeto, predvsem prebivalci Tarascona so se otepali podobnosti med sabo in liki, večkrat so se želeli maščevati avtorju in ga celo ubiti. Po drugi strani se je roman Gustavu Flaubertu zdel mojstrovina.
Roman Fromont jeune et Risler aîné (Fromont mlajši in Risler starši, v slovenščino prevedeno 1897), 1874, pripoveduje o Guillaumu Rislerju, švicarskem oblikovalcu tapet, ki je zaposlen v tovarni tapet Fromont v pariškem okrožju Marais. Guillaume postane poslovni partner dediča tovarne, Georgesa Fromonta. Na hitro se poroči s Sidonie Chebe, revno, a zelo lepo žensko. Pred Guillaumom je zavrnila snubitev njegovega mlajšega brata Frantza. Z Guillaumom (starejši Risler, moški petdesetih let) se poroči samo zato, ker je koristolovka. Postane ljubimka njegovega poslovnega partnerja Georgesa (mladi Fromont). Sidonie brezskrbno živi v velikem slogu in skoraj spravi podjetje v bankrot, pri načrtovanju tega, kako naj se še bolj okoristi z moževim bogastvom, ji pomaga učiteljica klavirja Anna Dobson. Georges medtem zaradi varanja počasi izgublja razum. Na strani prevaranih se Guillaume mirno ukvarja z izumljanjem novega stroja, Claire, Georgesova žena, pa s skrbjo za njuno hčerko. Nobenemu od njiju se niti sanja ne, kaj za njunima hrbtoma počneta prevarantka Sidonie in šibki Georges. 
Alphonse Daudet je leta 1874 roman po delih objavljal v časopisu Le Bien public, v celoti pa so ga izdali pri založbi Charpentier istega leta. V javnosti je bilo zelo dobro sprejeto, zelo všeč je bilo tudi kritikom, zanj mu je leta 1875 Francoska akademija podelila literarno nagrado Jouy. Zgodbo so priredili v igro in jo postavili na oder v gledališču Vaudeville, po njej pa je bilo v prvi polovici 20. stoletja posnetih tudi več filmov.

## Daudet in Slovenci
Daudeta so na Slovenskem najprej omenjali nemški časopisi (Marburger Zeitung 1877, Cillier Zeitung 1880 idr.), prvi v slovenščino prevedeni deli sta bili Kapljice častitega patra Gauchera (L'Élixir du révérend père Gaucher; pripoved iz Pisem iz mojega mlina) v časopisu Škrat leta 1883 in balada v prozi  Dauphinova smrt (La Mort du Dauphin) leta 1884 v Slovenskem narodu. 
Slovenskih prevodov avtorjevih preko 100, objavljeni so bili v domačih glasilih Dolenjski list, Družinski tednik, Edinost, Glas naroda, Gruda, Jutro, Mladika, Modra ptica, Naš dom, Nova doba, Prosveta, Slovenski narod, Soča, Svoboda in Žena in dom. Nekaj prevodov se je pojavilo tudi v najstarejšem slovenskem glasilu v ZDA Amerikanski Slovenec.
Trenutno najmlajše prevedeno delo pa je Sapho Marjana Poljanca 1993.
Med prvimi je bil v slovenščino preveden roman Fromont jeune et Risler aîné (Fromont mlajši in Risler starši, prev. Alb. B., Edinost 1897), določenih pa so se prevajalci lotili celo večkrat, med takimi je npr. L´Arlesienne iz leta 1872.
- Arlezijanka, prev. M. R., Edinost 1906
- Arlezijanka, Glas naroda 1912
- Arleška, prev. Jože Rupnik, Mladika 1921
- Arlezijanka, Nova doba 1922
- Arležanka, Modra ptica 1930
- Arležanka, Glas naroda 1938

Daudetova dela so po prevajali Alojzij Benkovič, Andrej Budal, Karel Dobida, Srečko Gregorc, Alb. B, E. Šimnic, Ivo Šorli, J. Napotnik, J. G., Janez Trček, Joso Jurkovič, Josip Hacin, Marjan Poljanec, Radovoj Rehar, Jože Rupnik, Franc Svetič, M. R. in Oton Župančič.